# Erina limbata
Erina limbata är en fjärilsart som beskrevs av Tite 1963. Erina limbata ingår i släktet Erina och familjen juvelvingar. Inga underarter finns listade i Catalogue of Life.